# Municipio de Perry (condado de Columbiana)
El municipio de Perry (en inglés: Perry Township) es un municipio ubicado en el condado de Columbiana en el estado estadounidense de Ohio. En el año 2010 tenía una población de 16850 habitantes y una densidad poblacional de 410,75 personas por km².

## Geografía
El municipio de Perry se encuentra ubicado en las coordenadas 40°54′1″N 80°51′35″O / 40.90028, -80.85972. Según la Oficina del Censo de los Estados Unidos, el municipio tiene una superficie total de 41.02 km², de la cual 40.97 km² corresponden a tierra firme y (0.13%) 0.05 km² es agua.

## Demografía
Según el censo de 2010, había 16850 personas residiendo en el municipio de Perry. La densidad de población era de 410,75 hab./km². De los 16850 habitantes, el municipio de Perry estaba compuesto por el 96.37% blancos, el 0.61% eran afroamericanos, el 0.23% eran amerindios, el 0.38% eran asiáticos, el 0.02% eran isleños del Pacífico, el 1.23% eran de otras razas y el 1.16% pertenecían a dos o más razas. Del total de la población el 2.04% eran hispanos o latinos de cualquier raza.